# Bogtrykkeri (dokumentarfilm)
Bogtrykkeri er en dansk dokumentarisk optagelse fra 1938 instrueret af Jette Bang.

## Handling
Trykkerivirksomhed i Grønland. Læselysten er stor hos grønlænderne, men alligevel trykkes der kun forholdsvis få bøger på grønlandsk som følge af det lille marked. På Godthåb Bogtrykkeri, det ene af statens 2 bogtrykkerier i Grønland, sættes satserne med hånden, og der findes hurtigpresse og hæftemaskiner. Lederen af bogtrykkeriet oversætter på skrivemaskine den grønlandske radioavis, der redigeres i København, til grønlandsk. Årstal er anslået. 
Optagelserne har sammenfald med Telegrafvæsnet, Bogtrykkeri, Landsraadsmøde, Retsmøde, Forsamlingshus, Badeanstalt (Jette Bang, DK, 1939) og Skibsfarten/Bageriet/Butikshandel (Jette Bang, DK, 1939)